# Copiphana pianii
Copiphana pianii är en fjärilsart som beskrevs av Krüger 1933. Copiphana pianii ingår i släktet Copiphana och familjen nattflyn. Inga underarter finns listade i Catalogue of Life.